# Jonathan Nielsen (politiker)
Jonathan Nielsen (født 1979) er en dansk politiker, der er medlem af Hillerød Byråd for Liberal Alliance.
Nielsen er gruppeformand for Liberal Alliances gruppe på Hillerød Rådhus, medlem af Økonomiudvalget og Miljø- og Teknikudvalget og har siden 2014 været medlem af Rigsretten udpeget af Liberal Alliance. Jonathan Nielsen er kandidat til Folketinget i Nordsjællands Storkreds.
Jonathan Nielsen er uddannet cand.jur. ved Københavns Universitet og har taget en diplomuddannelse i russisk ved Hvideruslands Statsuniversitet i Minsk. Han tjener som fast kommentator om hviderussiske forhold hos DR P1 og skriver om landet hos Magasinet rØST.
Politisk har Jonathan Nielsen gjort sig bemærket ved at stille forslag om og skabe flertal for en liberalisering af rygeregler i Hillerød Kommune, så det atter blev tilladt at ryge på rådhusets område. Han har også advokeret for en friere planlægning i forbindelse med M. Goldschmidt Holdings kuldsejlede ambitioner om at etablere et storcenter i Nordsjælland. Endelig har Jonathan Nielsen været en skarp kritikker af KL (Kommunernes Landsforening), som han har anklaget for ”klynk” og ”latterliggørelse af nærdemokratiet”.